# ダンシングソード 〜閃光〜
『ダンシングソード〜閃光〜』（ダンシングソード せんこう）は、2003年3月28日にエム・ティー・オーより発売されたゲームボーイアドバンス用ゲームソフト。ファンタジー系の世界観を持ったベルトスクロールタイプの格闘アクションゲーム。キャラクターデザインはいとうのいぢ。

## ゲームシステム
シナリオに沿ってステージを進めるストーリーモードと、体力が回復しない状態で何体の敵を倒せるかを競うサバイバルモード、リズムコンボの練習のみ可能なプラクティスモード（ゲーム中にも参照可能）がある。
武器攻撃、キック、ダッシュ攻撃、ジャンプ攻撃、ダウン追い打ち、ガード（正面のみ）、リズムコンボ（3種類）を駆使して戦っていく。ジャンプ攻撃はダッシュ中にキックボタンで発動するが、地上にいる敵には当たらないので移動用としての側面が強い。また、この手のゲームでは定番のつかみ技や無敵回避技などが存在しない。
リズムコンボは決められた組み合わせでタイミングよくボタンを押して行くと発動する強力な技。前方の敵に有効な氷、周囲の敵を巻き込む炎、敵を打ち上げて叩き落す一点集中型の雷の3種がある。氷、炎、雷の順に威力が上がるがコマンドも長く複雑になっていく。
コンボが完成するとエフェクトが発生して多数の敵を巻き込み、エフェクト発動中は無敵時間がある（終了直後に硬直あり）。タイミングが合わないと三段程度で止まる。コンボを最後まで完成させないとふっ飛ばし効果が出ないので（攻撃を何発か連続で当てればダウンさせることは出来る）、コンボを使いこなせなければ地道な戦いを強いられる。
入力タイミングは目押しで、判定が非常にシビアな為、自在に出せるようになるには相当な練習が必要。プラクティスモード以外ではボタンの入力タイミングを示すガイド等は表示されないので、コンボの習得難易度は非常に高い。だが、自在に出せるようになれば、道中は何も考えずにコンボを出しているだけで先に進めてしまうなど、バランスが悪い。
道中では適当に攻撃していても先に進めるが、要所ではスクロールが止まり、リズムコンボが必須になる。出せなければ先に進めないので、慣れないうちは数十分に渡って延々とコンボのコマンドを入力し続ける羽目になる事がしばしばある。
ゲーム中断時のセーブ及びゲームオーバー時のコンティニューはステージクリアごとで、ゲーム再開時にはそのステージの開始時の状態から始まる。セーブは1箇所で、ニューゲームで始めると途中まで進んだセーブデータは破棄される。
ストーリーモードのハイスコアと、サバイバルモードの撃破数の最高記録を出したキャラの撃破数が保存され、オプション画面で閲覧可能。

## ストーリー
何時の頃からか世界の最果て、光と闇の間の地に、人間の心を喰らう妖魔が住みついた。
人々は恐れを抱き、接触を避けたが、それらは何処からか現われ、喰らい、そして消え去った。
やがて人は立ち上がり、団結し、それらの住む地を封印する。人はその地を「白地」と呼んだ。
そして今、白地の封印は解け、徐々に世界を侵食し始めた…

## 登場キャラクター
楠 響子（くすのき きょうこ）
声 - かかずゆみ
年齢 - 17歳 / 身長 - 162cm / 血液型 - O型 / 国籍 - 日本（肥前） / 武器 - 日本刀 / イメージカラー - 赤
肥前国（長崎）の武家「赤揃衆」の棟梁を代々輩出してきた名家の末裔である少女。自らの血筋の宿命を知り、白地開放の為に旅立つ。
クレア・ルーデンドルフ
声 - 川上とも子
年齢 - 21歳 / 身長 - 173cm / 血液型 - A型 / 国籍 - ドイツ / 武器 - フルーレ / イメージカラー - 青
ドイツ森林貴族出身の女性。父親であるホフマンの失脚により、人里離れた修道院で生活していた。彼女の教師であるフランソワが白地に囚われた事を知り、旅立つ事となる。
鈴麗（りんれい）
声 - 山口眞弓
年齢 - 19歳 / 身長 - 165cm / 血液型 - AB型 / 国籍 - 中国 / 武器 - 双龍煌焔刀 / イメージカラー - 緑
裕福な家に生まれて何不自由ない生活を送って来た少女。小雲という使用人から武術を習い、彼に恋心を抱いていたが、小雲は化け物に殺されてしまい、復讐の為に旅立つ事となる。
ミィミィ
声 - 田村ゆかり
年齢 - 12歳 / 身長 - 143cm / 血液型 - B型 / 国籍 - 不明 / 武器 - バトルアックス / イメージカラー - 黄色
孤児院で育った明るい性格の少女。かなりの食いしん坊で、世界中の美味しい物を食べる為にグルメの旅に出た。危険な場所にこそ美味しい物があると勘違いしたミィミィは白地に向かう。「なのら」という語尾を使う。
ルシエル
声 - 沢城みゆき
年齢 - 16歳 / 身長 - 155cm / 血液型 - 不明 / 国籍 - 不明 / 武器 - カタール / イメージカラー - ピンク
貧しい家族を救う為にアサシンとなって敵国に潜入していた少女。無事に生還したが、その代償として家族と自らの感情・記憶を失ってしまった。混濁する意識の中で否応なしに戦いに巻き込まれていくが、戦いの中で次第に記憶を取り戻していく。